# Gare de Gualba
La gare de Gualba (en catalan : estació de Gualba) est une gare ferroviaire espagnole qui appartient à ADIF située dans la commune de Gualba, dans la comarque du Vallès Oriental. La gare se trouve sur la ligne Barcelone - Gérone - Portbou et des trains de la ligne R2 Nord des Rodalies de Barcelone et des trains de la ligne R11 des services régionaux de Rodalies de Catalogne, opérés par Renfe s'y arrêtent.

## Histoire
Cette ligne de la ligne de Gérone est entrée en service en 1860 lorsque le tronçon construit par les Chemins de fer de Barcelone à Granollers (devenu plus tard les Chemins de fer de Barcelone à Gérone) a été créé entre Granollers Centre et Maçanet-Massanes, dans le prolongement du chemin de fer de Barcelone à Granollers,.
En 2016, 40 000 passagers ont transité en gare de Gualba.